# Ер Нови Зеланд
Ер Нови Зеланд (енгл. Air New Zealand) је национална авио-компанија Новог Зеланда.

## Историја
Основана је 26. априла 1940. године као TEAL (Tasman Empire Airways Limited). После 4 дана (30. априла 1940.), компанија је летела свој први лет између Окланда и Сиднеја са 10 путника на авиону Шорт Емпајер (ZK-AMA) за 7 сати и 30 минута.

## Флота
| Тип             | Тотал            | Седишта     | Напомена                       |
| --------------- | ---------------- | ----------- | ------------------------------ |
| Сааб 340А       | 7                | 33          | Летају у име: Ер Нелсон        |
| Бомбардије Q300 | 13 (7 поручених) | 50          | Летају у име: Ер Нелсон        |
| ATR 72-500      | 11               | 66          | Летају у име: Маунт Кук Ерланс |
| Боинг 737-300   | 14               | 136         |                                |
| Ербас А320      | 12               | (8/144)     | Летају у име: Зеал320          |
| Боинг 767-300ER | 6                | (24/210)    |                                |
| Боинг 777-200ER | 8                | (26/18/269) |                                |
| Боинг 747-400   | 8                | (46/23/324) |                                |
| Боинг 787-9     | 1 (7 поручених)  |             | очекиван долазак од 2011-2013  |